# De Slijpers
De Slijpers, ook wel De vrolijke Slijpers,  was een Nederlands muziekduo bestaande uit Leo Kuijpers (Helmond 11 mei 1931 - Bakel 14 april 2003) en Sjaak van Laar dat rond 1981 voornamelijk dubbelzinnige Nederlandstalige nummers uitbracht. Drijfveer achter het duo en de leadzanger was de in 2003 overleden Leo Kuijpers uit Helmond, beter bekend als "Dikke Leo" of "Leo van Helmond". Sommige nummers werden uitgebracht onder de naam "Leo (van Helmond) en de Slijpers" of "Dikke Leo en de Slijpers". Dikke Leo en de Slijpers bestond als band uit Sjaak van de Laar, Bernd Claassen, die de stuwende kracht achter het Slijpers-gebeuren was, en zangeres Yvonne.   
De naam van het duo was ontstaan bij het nummer "Wij zijn de Slijpers van Parijs" (refrein: Ritsibie ritsiba ritsiboem) waarbij het duo een tweetal scharensliepen speelden die stad en land af reden op zoek naar de meisjes. Andere nummers waren onder meer: 
- De Gatenwaaijer
- Joepie, Joepie nog 'n keer
- De Kietel en Pruimenpolka
- Oh wat een stoot
- Oh moet je 'm voelen
- Puntje d'rin puntje d'ruit
- De Schoorsteenveger (Hup zei m'n simmetje)
- Lieve kleine muis en 'n Beetje op en neer
- Je moet wat hoger
- De Glazenwasser

Van het nummer "Wij zijn de Slijpers van Parijs", een dubbelzinnige vertaling van het traditionele Duitse nummer "Wir sind die Schleifer von Paris", bestonden twee versies, een gekuiste en een ongekuiste versie. In 1981 stond dit nummer in de Top 40 en de TROS Top 50, waarbij steeds de gekuiste versie werd gedraaid, evenals bij een optreden in Op volle toeren, omdat men de ongekuiste versie te seksistisch en te grof vond. Bij de Nationale Hitparade werd echter om en om de gekuiste en de ongekuiste versie gedraaid. Felix Meurders, destijds de presentator, stak zijn mening over de plaat niet onder stoelen of banken en betitelde de plaat als "platvloers". 
Ook van het nummer "Joepie, Joepie nog 'n keer" bestonden twee versies, en van het nummer "Puntje d'rin puntje d'ruit" zelfs vier versies waarbij de titel telkens anders was: "Puntje er in puntje er uit", "Puntje erin puntje eruit" en de eerste ongekuiste versie die later werd verboden: "Hup d'rin hup d'ruit". Vandaar dat "hup" werd vervangen door "puntje".
DJ Bompa heeft in 2009 een nieuwe versie en videoclip van "Wij zijn de Slijpers van Parijs" uitgebracht. In 2021 werd door Jopie Parlevliet onder de titel "Spuitje d’r in, spuitje d’r uit!" een carnavalsnummer met videoclip gemaakt op de muziek van "Puntje d'rin puntje d'ruit".

## Albums
| Album met eventuele hitnotering(en) in de Nederlandse Album Top 100 | Datum van verschijnen | Datum van binnenkomst | Hoogste positie | Aantal weken | Opmerkingen |
| ------------------------------------------------------------------- | --------------------- | --------------------- | --------------- | ------------ | ----------- |
| Slippertjes van de Slijpers                                         | 1981                  | 7-3-1981              | 14              | 13           |             |

## Singles
| Single met eventuele hitnotering(en) in de Nederlandse Top 40 | Datum van verschijnen | Datum van binnenkomst | Hoogste positie | Aantal weken | Opmerkingen |
| ------------------------------------------------------------- | --------------------- | --------------------- | --------------- | ------------ | ----------- |
| Wij zijn de slijpers van Parijs                               | 1981                  | 14-2-1981             | 13              | 7            |             |
| Puntje d'r in puntje d'r uit                                  | 1981                  | 11-4-1981             | 28              | 5            |             |